# Craterocyphus serratodentatus
Craterocyphus serratodentatus är en skalbaggsart som beskrevs av Rudolph Petrovitz 1964. Craterocyphus serratodentatus ingår i släktet Craterocyphus och familjen Aphodiidae. Inga underarter finns listade i Catalogue of Life.